# Harmincad utca
A Harmincad utca Budapest Belvárosában fekvő, 70 méter hosszú, hat házból álló sétálóutca. Nevét az egykor a közelében állt harmincadvám-hivatalról kapta. Korábbi neve már 1695-ben Zoll Gaße, vagyis Vám köz volt.

## Története

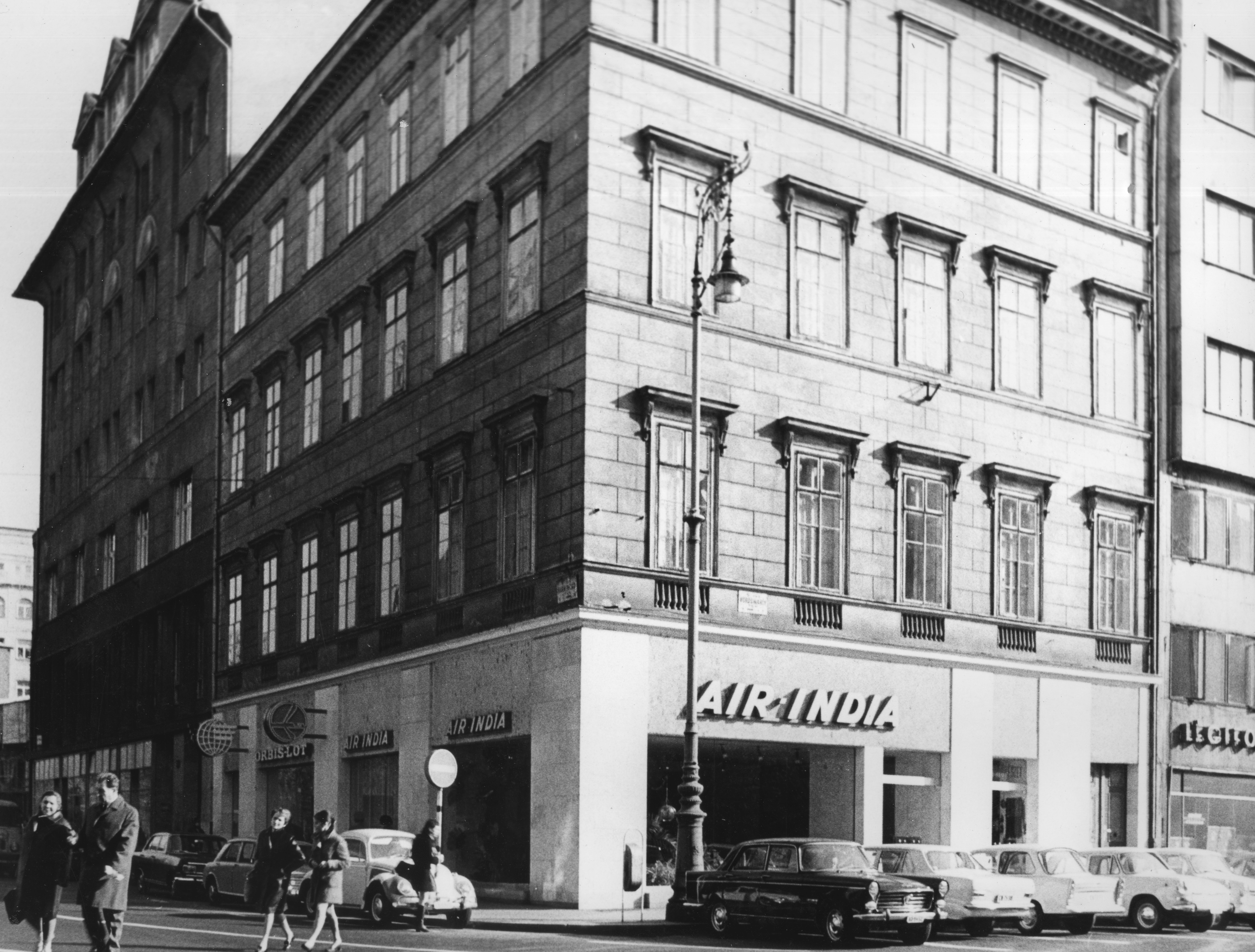
Az 1. sz. ház 1970-ben a Vörösmarty tér sarkán

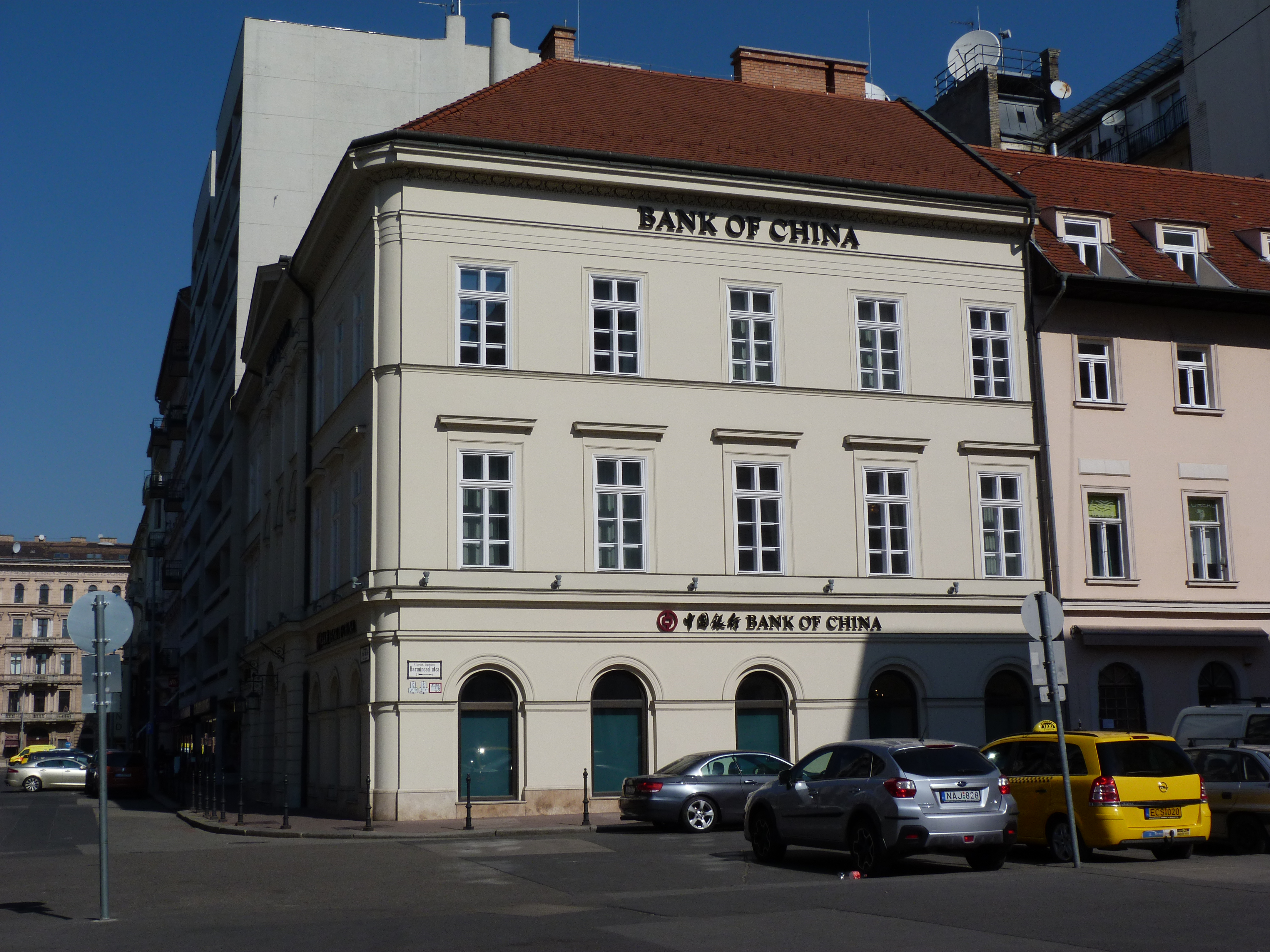
A Bank of China 2015-ben, a Vörösmarty tér felől

A pesti Belváros és Lipótváros határán, az egykori pesti városfal északi kapuja lebontása után már a 18. században emeltek földszintes épületeket, főként vendégfogadóhelyeket. Majd a kiegyezést követő, a millenniumot megelőző nagy városépítési láz hozta létre a ma is látható bér- illetve bankpalotákat. Az előző századforduló szecessziós hullámán született meg a Hazai Bank érdekes történeteket megélt, 6. sz. alatti négyemeletes palotája, amelyben 1944 végén Raoul Wallenberg vezetésével a svéd követség zsidómentő tevékenységét szervezte, az alagsori értéktárban üldözötteket bújtatva. Az épületet Budapest ostroma alatti szovjet kirablása után, 1947 és 2017 között az Egyesült Királyság budapesti nagykövetsége bérelte. A 2. sz. alatti, 19. század eleji háromszintes, klasszicista egykori Muráty-ház ma a legnagyobb kínai bank magyarországi képviselete. A vele szemben, az 1. sz. alatt álló négyemeletes bérpalota immár fél évszázad óta az indiai és a lengyel légitársaság fővárosi irodáinak ad otthont. A másik három épület (kereskedelmi és bérpaloták) szintén az első világháborút megelőzö századforduló gazdasági fellendülésének terméke.

## Nevezetes épületei

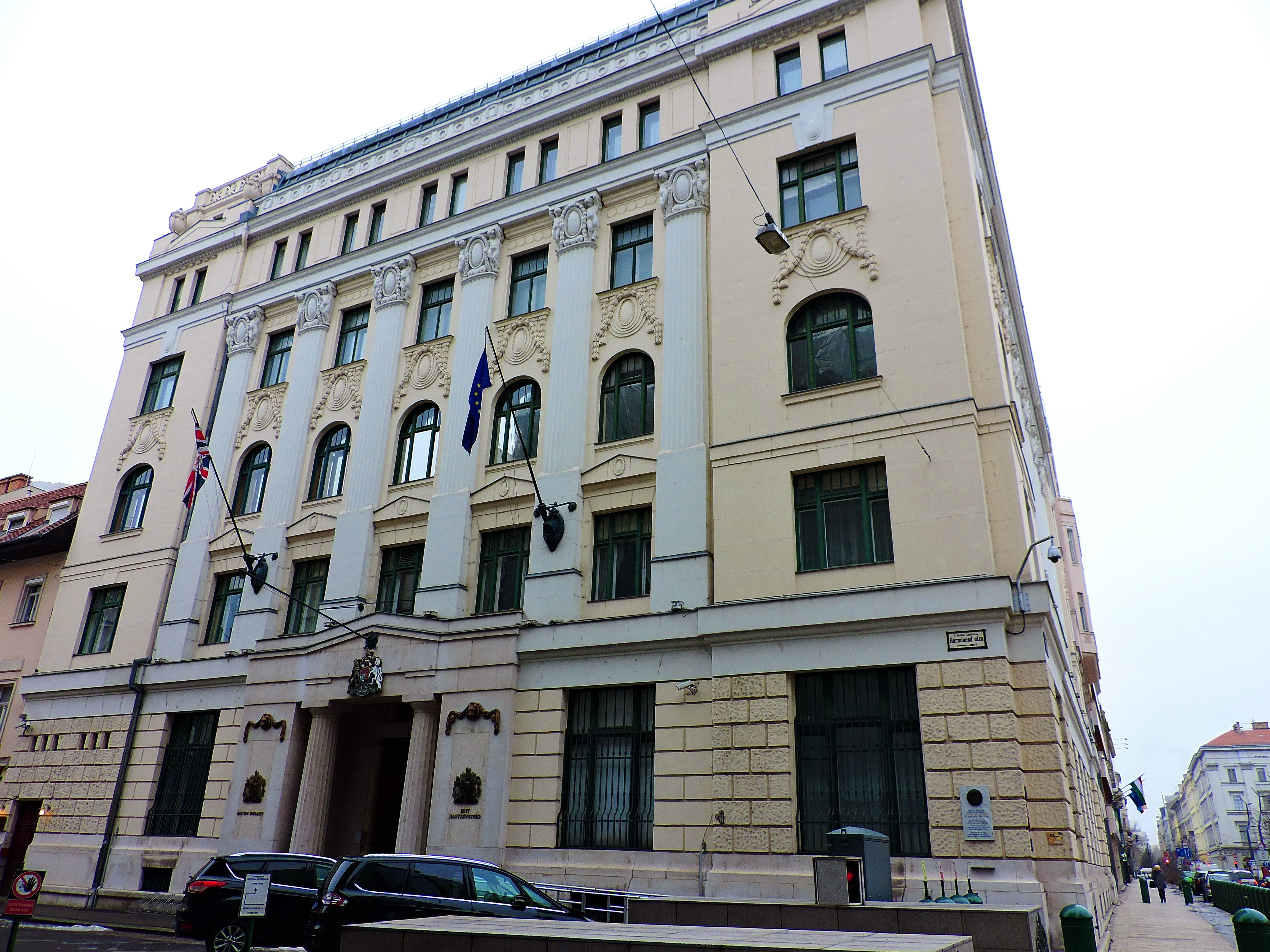
Az Egyesült Királyság budapesti nagykövetsége egykori épülete

- 1. sz. Bérház, amelynek a Harmincadvám-ház emléktáblája, a LOT lengyel légitársaság és az Air India irodája található a földszintjén
- 2. sz. Az általános műemléki védelem alatt álló Röszler–Muráti-ház (Muráty-ház, Muráti–Teleki-palota, Teleki-ház), ma a Bank of China budapesti székhelye (sarokház, József nádor tér 7. sz.)
- 3. sz. Kármán Géza Aladár és Ullmann Gyula tervezte Fischer üzlet- és bérház.
- 6. sz. A Hazai Bank számára épült palota, amelyben később az Egyesült Királyság budapesti nagykövetsége hét évtizedig székelt.